# غاليليوس القيصري
غاليليوس القيصري (باليونانية: Γελάσιος Καισαρείας)‏ كان أسقفًا مسيحيًا توفي سنة 395م، تولى أسقفية الكرسي الفلسطيني في قيصرية يوسابيوس من 367م إلى 373م ثم من 379م إلى وفاته في 395م.
كان أيضًا مؤلفًا، لكن لم تصلنا أي من مؤلفاته وأعماله.